# Mats Pannewig
 (avril 2025).
Mats Henry Pannewig, né le 28 octobre 2004 à Hamm en Allemagne, est un footballeur allemand qui évolue au poste de milieu de terrain au VfL Bochum.

## Biographie
Pannewig commence le football à l'âge de six ans au Hammer SC 2008, club de sa ville natale, puis rejoint le Westfalia Rhynern trois ans plus tard. À onze ans, il intègre le centre de formation du FC Schalke 04, où il évolue en Bundesliga U-17. En 2021, il rejoint la section des moins de 19 ans du VfL Bochum, disputant la Bundesliga U-19 et portant le brassard de capitaine.
Le 28 février 2023, le VfL Bochum lui fait signer son premier contrat professionnel, valide jusqu'au 30 juin 2025, avec une option pour une année supplémentaire. Le directeur sportif Patrick Fabian (en) souligne alors sa progression notable et ses qualités physiques et techniques. Pour acquérir davantage de temps de jeu, Pannewig est prêté au SC Wiedenbrück, club de Regionalliga Ouest, jusqu'à la fin de la saison 2023-2024. Durant cette période, il participe à onze rencontres et inscrit cinq buts.
De retour au VfL Bochum à l'été 2024, il intègre l'équipe première. Le 24 août 2024, il fait ses débuts en Bundesliga en remplaçant Anthony Losilla à la 71e minute sur le terrain du RB Leipzig (défaite 1-0),.  